# Mazerolles-du-Razès
Pour les articles homonymes, voir Mazerolles.
Mazerolles-du-Razès  est une commune française, située dans le nord-ouest du département de l'Aude en région Occitanie.
Sur le plan historique et culturel, la commune fait partie du Razès, un pays historiquement très étendu, qui ne se résume aujourd'hui qu'aux collines de la Malepère et au bas Razès au centre et au sud, limité par le pays de Sault. Exposée à un climat méditerranéen, elle est drainée par la rivière de Mazerolles, le ruisseau de Bouzat et par divers autres petits cours d'eau. La commune possède un patrimoine naturel remarquable composé d'une zone naturelle d'intérêt écologique, faunistique et floristique.
Mazerolles-du-Razès est une commune rurale qui compte 154 habitants en 2022, après avoir connu un pic de population de 429 habitants en 1906. Elle fait partie de l'aire d'attraction de Limoux. Ses habitants sont appelés les Mazerollais et ses habitantes les Mazerollaises.
Le patrimoine architectural de la commune comprend deux  immeubles protégés au titre des monuments historiques : l'église de l'Assomption, inscrite en 1948, et la croix de chemin, inscrite en 1941.

## Géographie

### Communes limitrophes
Les communes limitrophes sont  Bellegarde-du-Razès, Belvèze-du-Razès, Fenouillet-du-Razès, Ferran, Gramazie, La Courtète et Montgradail.
| Fenouillet-du-Razès |                     | Ferran              |
| La Courtète         | Mazerolles-du-Razès | Gramazie            |
| Montgradail         | Belvèze-du-Razès    | Bellegarde-du-Razès |

### Hydrographie
La commune est dans la région hydrographique « Côtiers méditerranéens », au sein du bassin hydrographique Rhône-Méditerranée-Corse. Elle est drainée par Rivière de Mazerolles, le ruisseau de Bouzat, Rivière du Bois Py, le ruisseau de Curbellière, le ruisseau de Maury et le ruisseau de Sarranis, qui constituent un réseau hydrographique de 12 km de longueur totale,.

### Climat
Pour des articles plus généraux, voir Climat de l'Occitanie et Climat de l'Aude.
En 2010, le climat de la commune est de type climat du Bassin du Sud-Ouest, selon une étude s'appuyant sur une série de données couvrant la période 1971-2000. En 2020, Météo-France publie une typologie des climats de la France métropolitaine dans laquelle la commune est exposée à un climat océanique altéré et est dans une zone de transition entre les régions climatiques « Aquitaine, Gascogne » et « Pyrénées orientales ».
Pour la période 1971-2000, la température annuelle moyenne est de 13 °C, avec une amplitude thermique annuelle de 15,9 °C. Le cumul annuel moyen de précipitations est de 796 mm, avec 10,7 jours de précipitations en janvier et 5,4 jours en juillet. Pour la période 1991-2020, la température moyenne annuelle observée sur la station météorologique la plus proche, située sur la commune d'Alaigne à 4 km à vol d'oiseau, est de 14,0 °C et le cumul annuel moyen de précipitations est de 673,6 mm,. Pour l'avenir, les paramètres climatiques de la commune estimés pour 2050 selon différents scénarios d'émission de gaz à effet de serre sont consultables sur un site dédié publié par Météo-France en novembre 2022.

### Milieux naturels et biodiversité
L’inventaire des zones naturelles d'intérêt écologique, faunistique et floristique (ZNIEFF) a pour objectif de réaliser une couverture des zones les plus intéressantes sur le plan écologique, essentiellement dans la perspective d’améliorer la connaissance du patrimoine naturel national et de fournir aux différents décideurs un outil d’aide à la prise en compte de l’environnement dans l’aménagement du territoire.
Une ZNIEFF de type 1 est recensée sur la commune :
les « collines du Bas Razès » (3 551 ha), couvrant 13 communes du département.

## Urbanisme

### Typologie
Au 1er janvier 2024, Mazerolles-du-Razès est catégorisée commune rurale à habitat dispersé, selon la nouvelle grille communale de densité à 7 niveaux définie par l'Insee en 2022.
Elle est située hors unité urbaine. Par ailleurs la commune fait partie de l'aire d'attraction de Limoux, dont elle est une commune de la couronne,. Cette aire, qui regroupe 39 communes, est catégorisée dans les aires de moins de 50 000 habitants,.

### Occupation des sols
L'occupation des sols de la commune, telle qu'elle ressort de la base de données européenne d’occupation biophysique des sols Corine Land Cover (CLC), est marquée par l'importance des territoires agricoles (96,3 % en 2018), une proportion identique à celle de 1990 (96,3 %). La répartition détaillée en 2018 est la suivante : 
terres arables (44,6 %), cultures permanentes (40,6 %), zones agricoles hétérogènes (11,1 %), forêts (3,7 %). L'évolution de l’occupation des sols de la commune et de ses infrastructures peut être observée sur les différentes représentations cartographiques du territoire : la carte de Cassini (XVIIIe siècle), la carte d'état-major (1820-1866) et les cartes ou photos aériennes de l'IGN pour la période actuelle (1950 à aujourd'hui).

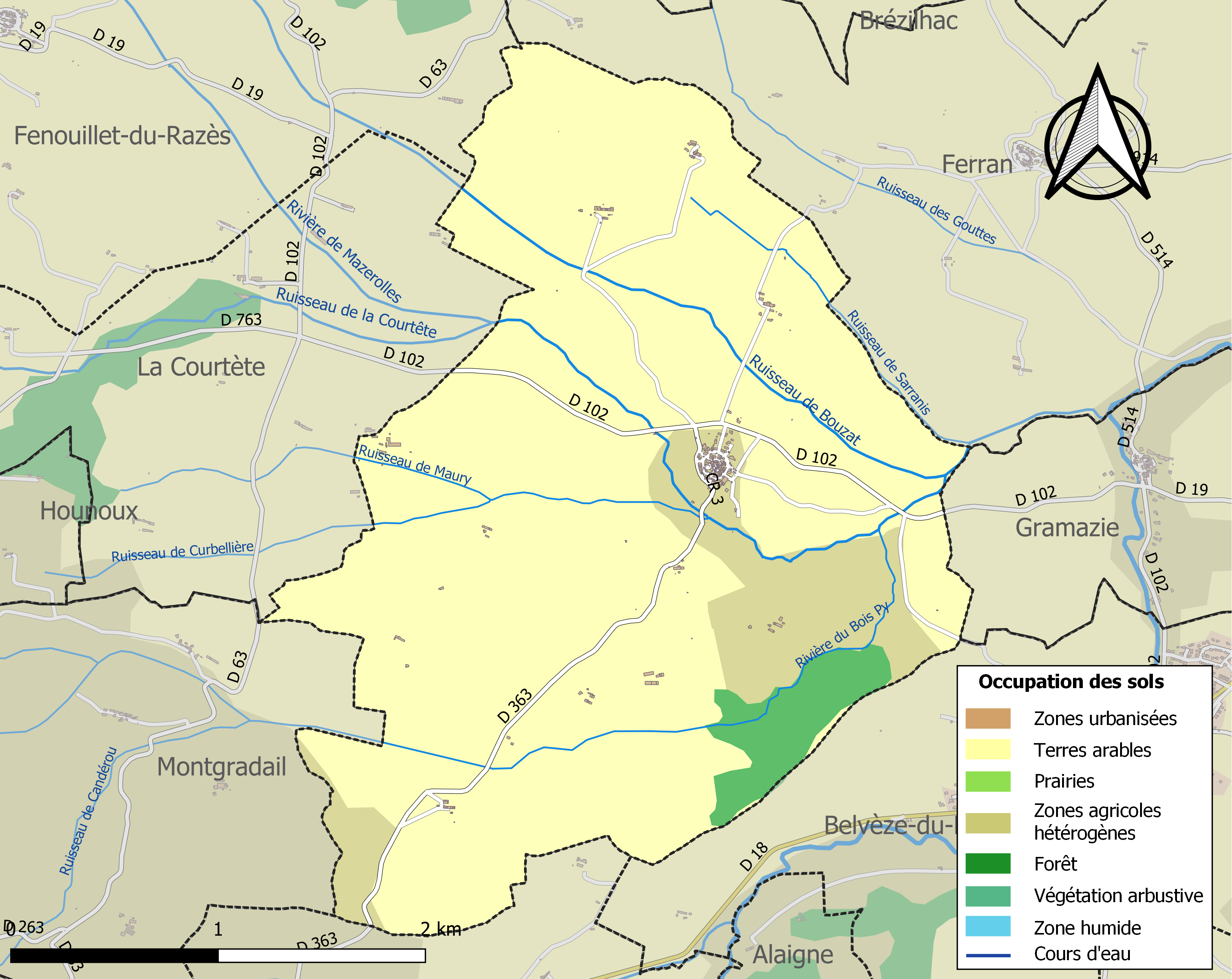
Carte des infrastructures et de l'occupation des sols de la commune en 2018 (CLC).
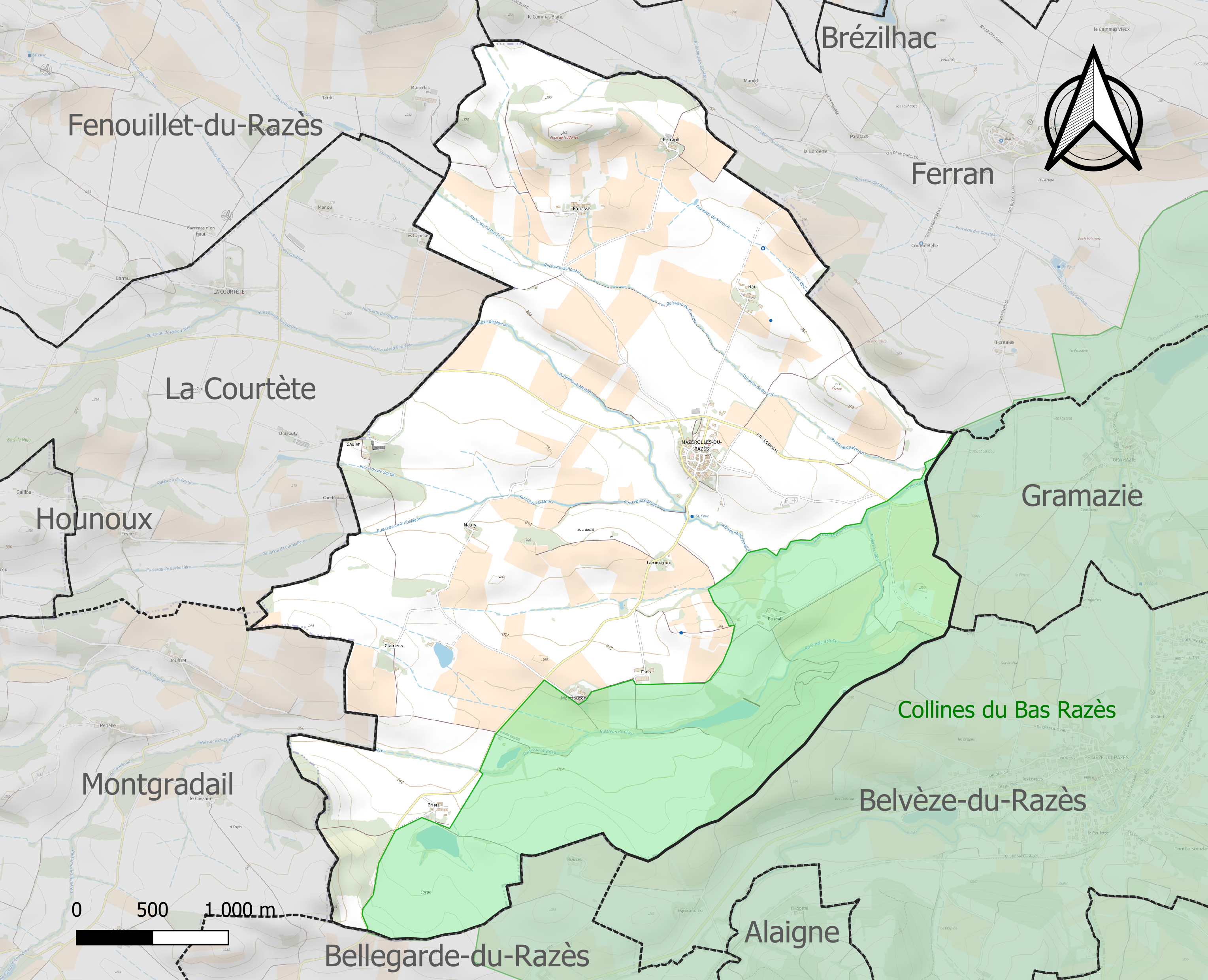
Carte de la ZNIEFF de type 1 localisée sur la commune.
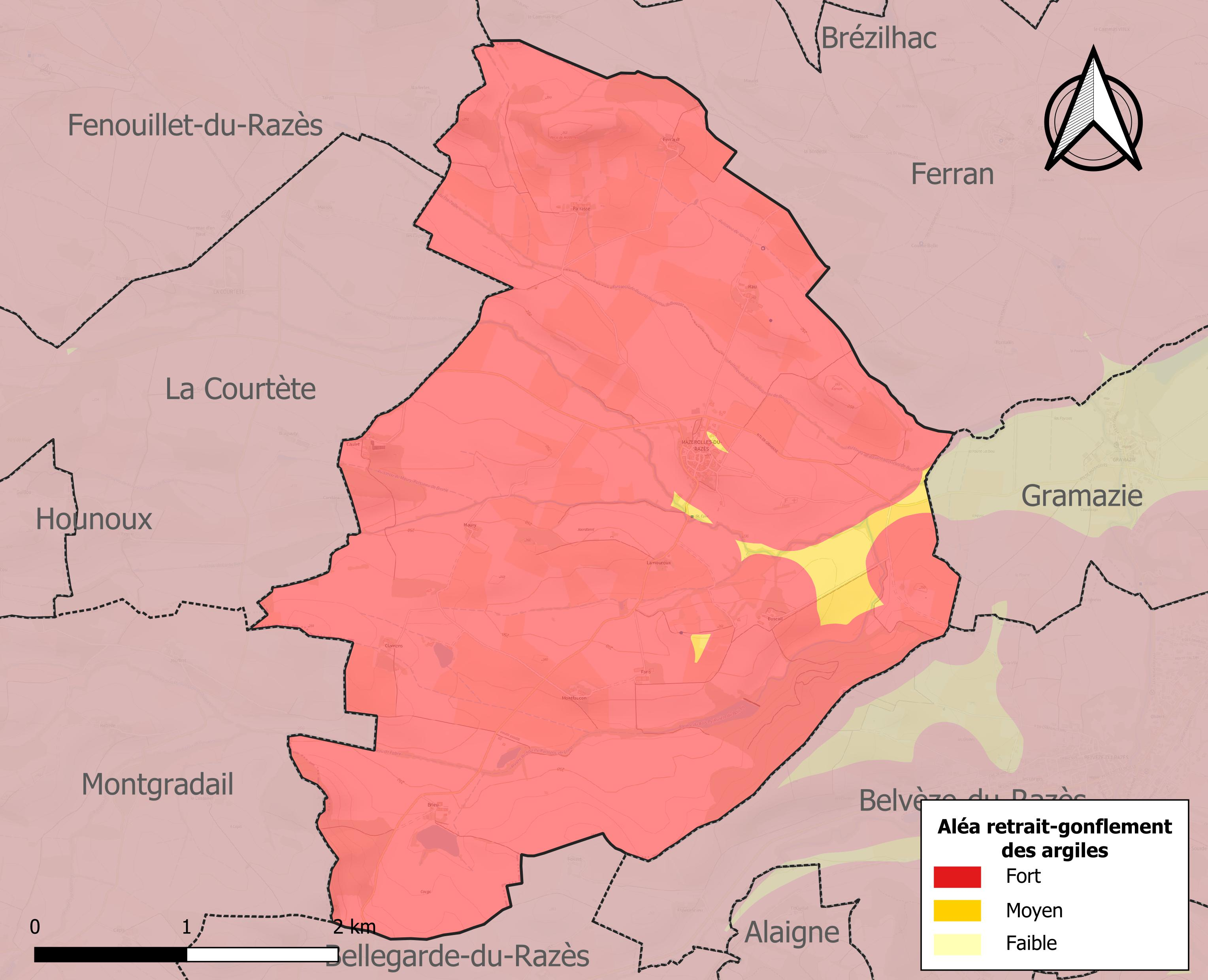
Carte des zones d'aléa retrait-gonflement des sols argileux de Mazerolles-du-Razès.

### Risques majeurs
Le territoire de la commune de Mazerolles-du-Razès est vulnérable à différents aléas naturels : météorologiques (tempête, orage, neige, grand froid, canicule ou sécheresse) et séisme (sismicité faible). Un site publié par le BRGM permet d'évaluer simplement et rapidement les risques d'un bien localisé soit par son adresse soit par le numéro de sa parcelle.
Le retrait-gonflement des sols argileux est susceptible d'engendrer des dommages importants aux bâtiments en cas d’alternance de périodes de sécheresse et de pluie. La totalité de la commune est en aléa moyen ou fort (75,2 % au niveau départemental et 48,5 % au niveau national). Sur les 114 bâtiments dénombrés sur la commune en 2019, 114 sont en aléa moyen ou fort, soit 100 %, à comparer aux 94 % au niveau départemental et 54 % au niveau national. Une cartographie de l'exposition du territoire national au retrait gonflement des sols argileux est disponible sur le site du BRGM,.

## Politique et administration

### Liste des maires
| Période                                  | Période  | Identité            | Étiquette | Qualité |
| ---------------------------------------- | -------- | ------------------- | --------- | ------- |
| mars 2001                                | En cours | Jean-Pierre Gleizes |           |         |
| Les données manquantes sont à compléter. |          |                     |           |         |

## Démographie
L'évolution du nombre d'habitants est connue à travers les recensements de la population effectués dans la commune depuis 1793. Pour les communes de moins de 10 000 habitants, une enquête de recensement portant sur toute la population est réalisée tous les cinq ans, les populations de référence des années intermédiaires étant quant à elles estimées par interpolation ou extrapolation. Pour la commune, le premier recensement exhaustif entrant dans le cadre du nouveau dispositif a été réalisé en 2007.

En 2022, la commune comptait 154 habitants, en évolution de −5,52 % par rapport à 2016 (Aude : +2,65 %, France hors Mayotte : +2,11 %).
| 1793 | 1800 | 1806 | 1821 | 1831 | 1836 | 1841 | 1846 | 1851 |
| ---- | ---- | ---- | ---- | ---- | ---- | ---- | ---- | ---- |
| 298  | 284  | 303  | 332  | 354  | 342  | 345  | 321  | 371  |

| 1856 | 1861 | 1866 | 1872 | 1876 | 1881 | 1886 | 1891 | 1896 |
| ---- | ---- | ---- | ---- | ---- | ---- | ---- | ---- | ---- |
| 378  | 353  | 315  | 311  | 295  | 331  | 418  | 394  | 421  |

| 1901 | 1906 | 1911 | 1921 | 1926 | 1931 | 1936 | 1946 | 1954 |
| ---- | ---- | ---- | ---- | ---- | ---- | ---- | ---- | ---- |
| 410  | 429  | 393  | 350  | 326  | 326  | 302  | 332  | 287  |

| 1962 | 1968 | 1975 | 1982 | 1990 | 1999 | 2006 | 2007 | 2012 |
| ---- | ---- | ---- | ---- | ---- | ---- | ---- | ---- | ---- |
| 293  | 265  | 213  | 180  | 179  | 181  | 174  | 173  | 180  |

| 2017 | 2022 | - | - | - | - | - | - | - |
| ---- | ---- | - | - | - | - | - | - | - |
| 154  | 154  | - | - | - | - | - | - | - |

## Économie

### Revenus
En 2018  (données Insee publiées en septembre 2021), la commune compte 73 ménages fiscaux, regroupant 157 personnes. La médiane du revenu disponible par unité de consommation est de 15 850 € (19 240 € dans le département).

### Emploi
| Division       | 2008   | 2013   | 2018   |
| -------------- | ------ | ------ | ------ |
| Commune        | 11,6 % | 4,3 %  | 9,5 %  |
| Département    | 10,2 % | 12,8 % | 12,6 % |
| France entière | 8,3 %  | 10 %   | 10 %   |

En 2018, la population âgée de 15 à 64 ans s'élève à 83 personnes, parmi lesquelles on compte 72,6 % d'actifs (63,1 % ayant un emploi et 9,5 % de chômeurs) et 27,4 % d'inactifs,. En  2018, le taux de chômage communal (au sens du recensement) des 15-64 ans est inférieur à celui de la France et du département, alors qu'en 2008 la situation était inverse.
La commune fait partie de la couronne de l'aire d'attraction de Limoux, du fait qu'au moins 15 % des actifs travaillent dans le pôle,. Elle compte 28 emplois en 2018, contre 28 en 2013 et 40 en 2008. Le nombre d'actifs ayant un emploi résidant dans la commune est de 52, soit un indicateur de concentration d'emploi de 53,1 % et un taux d'activité parmi les 15 ans ou plus de 46,2 %.
Sur ces 52 actifs de 15 ans ou plus ayant un emploi, 18 travaillent dans la commune, soit 34 % des habitants. Pour se rendre au travail, 79,2 % des habitants utilisent un véhicule personnel ou de fonction à quatre roues, 11,3 % s'y rendent en deux-roues, à vélo ou à pied et 9,4 % n'ont pas besoin de transport (travail au domicile).

### Activités hors agriculture
6 établissements sont implantés  à Mazerolles-du-Razès au 31 décembre 2019.
Le secteur 1 est prépondérant sur la commune puisqu'il représente 66,7 % du nombre total d'établissements de la commune (4 sur les 6 entreprises implantées  à Mazerolles-du-Razès), contre 13,3 % au niveau départemental.

### Agriculture
La commune est dans le Razès, une petite région agricole occupant l'ouest du département de l'Aude, également dénommée localement « Volvestre et Razès ». En 2020, l'orientation technico-économique de l'agriculture  sur la commune est la viticulture.
|               | 1988 | 2000 | 2010 | 2020 |
| ------------- | ---- | ---- | ---- | ---- |
| Exploitations | 19   | 17   | 13   | 12   |
| SAU (ha)      | 624  | 590  | 584  | 682  |

Le nombre d'exploitations agricoles en activité et ayant leur siège dans la commune est passé de 19 lors du recensement agricole de 1988  à 17 en 2000 puis à 13 en 2010 et enfin à 12 en 2020, soit une baisse de 37 % en 32 ans. Le même mouvement est observé à l'échelle du département qui a perdu pendant cette période 60 % de ses exploitations,. La surface agricole utilisée sur la commune a également diminué, passant de 624 ha en 1988 à 682 ha en 2020. Parallèlement la surface agricole utilisée moyenne par exploitation a augmenté, passant de 33 à 57 ha.

## Culture locale et patrimoine

### Lieux et monuments

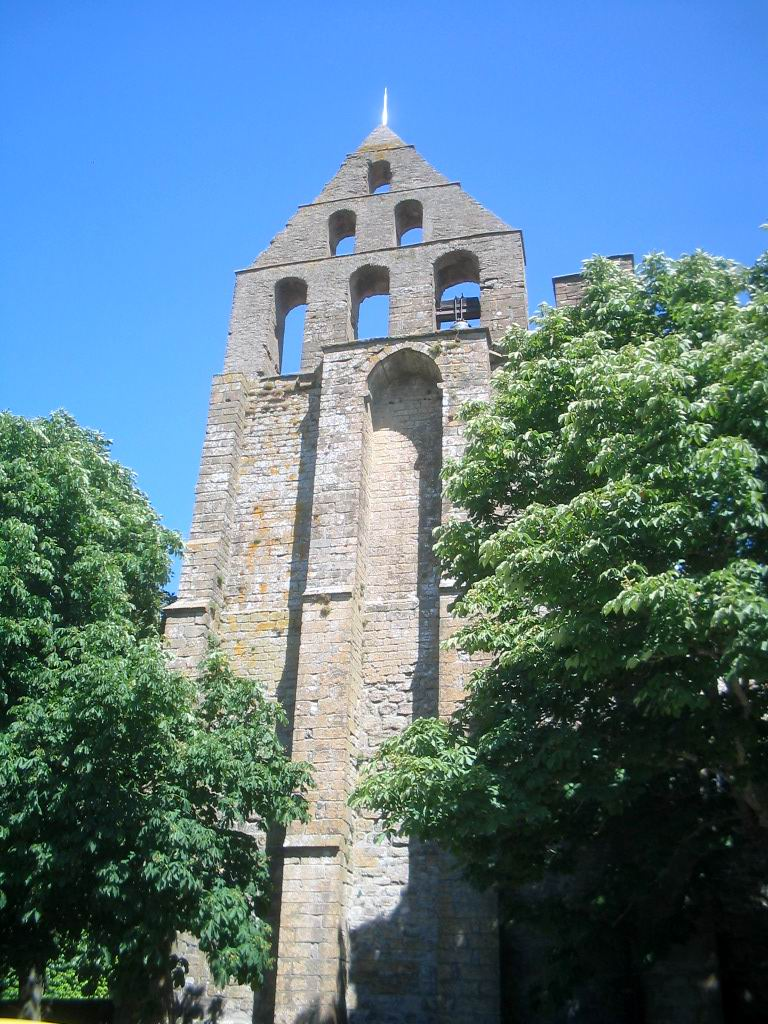
L'église de l'Assomption.

- Église de l'Assomption de Mazerolles-du-Razès. Le Clocher-mur et le portail ont été inscrits au titre des monuments historiques en 1948[29].
- Croix de chemin de Mazerolles-du-Razès.

### Héraldique
| Blason de Mazerolles-du-Razès | Blason  | Tiercé en pal d'or, de sable et d'argent.        |
| Blason de Mazerolles-du-Razès | Détails | Le statut officiel du blason reste à déterminer. |